# Nithard
Nithard, Sveriges protomartyr död cirka 845 i Birka, var en östfrankisk kristen benedektinermunk, präst och missionär från Corbi  i Picardie, som cirka 836–845 var verksam i den kristna församlingen i Birka i Sveariket. Han var utomäktenskaplig son till Bertha, prinsessa av Frankerriket.^ 

## Mission i Sverige
Nithards farbror Gautbert (biskop Simon) uppdrogs år 832 av det påvliga sändebudet för Norden ärkebiskop Ebo av Reims, som Gautbert möjligen var brorson till, att sändas till svearna. Detta skedde året efter att Ansgar hade lämnat Birka. Gautbert och Nithards färdades tillsammans till Birka. De blev välvilligt mottagna, antagligen av kung Björn, vidareutvecklade den kristna församlingen i Birka, anlade en kyrka och undervisade. 
Kring 845 uppstod dock enligt Rimbert ett våldsam hednisk motstånd mot den kristna missionen. Anledningen är oklar, men missionen utvecklade sannolikt ett alltför starkt kristet nit. Biskop Simon och hans medhjälpare utsattes för förföljelser av de asatroende invånarna i Birka. Vid ett upplopp, som säges ha skett utan konungens vilja och samtycke, brändes biskopens hus. Den kyrka som hövitsmannen Herigar låtit uppföra på sin mark blev nedriven. I ett våldsamt angrepp mot kyrkan mördades Nithard med svärd av asatroende, och han blev därmed den första till namnet kända kristna martyren på svensk mark.
Gautbert och andra kristna fängslades, bestals och fördrevs ut ur landet. Församlingen i Birka hade efter konflikten med den asatroende befolkningen så gott som upplösts så när som på Herigar som ett av få lätträknade undantag. Eremiten Ardgar återupprättade församlingen cirka sju år senare. Cirka 853 blev Erimbert, en broder till Nithard, präst Birka. 
Den helige protomartyren Nithard firas den 4 februari, dagen efter S:t Ansgar.